# Jednostka regionalna Limnos
Jednostka regionalna Limnos (nwgr.: Περιφερειακή ενότητα Λήμνου) – jednostka administracyjna Grecji w regionie Wyspy Egejskie Północne. Powołana do życia 1 stycznia 2011 w wyniku przyjęcia nowego podziału administracyjnego kraju. W 2021 roku liczyła 16 tys. mieszkańców.
W skład jednostki wchodzą gminy:
- Ajos Efstratios (2),
- Limnos (1).